# 묘법연화경 권5~7 (경기도 문화재자료 제186호)
묘법연화경 권5~7(妙法蓮華經 卷 5~7)은 경기도 광주시 초월읍, 대법사에 있는 묘법연화경이다. 2018년 4월 30일 경기도의 문화재자료 제186호로 지정되었다.

## 지정 사유
묘법연화경 권5~7권 1책으로 구성되어 있으며, 권7의 말미에 있는 간기를 통해 1547년(명종 2) 강화도 정수사에서 간행되었음을 알 수 있다. 전 7권 중 4권이 결본상태이지만 권7 말미에 간기부분이 분명하여 문화재 가치를 지니고 있다.

## 참고 문헌
- 묘법연화경 권5~7 - 국가유산청 국가유산포털